# 荒東"怪獣キラー"英貴
荒東"怪獣キラー"英貴（あらとう かいじゅうキラー ひでたか、1988年5月5日 - ）は、日本の男性総合格闘家。兵庫県出身。パンクラス大阪稲垣組所属。初代GRACHAN無差別級王者。

## 来歴
2019年にタイで総合格闘家デビュー。タイの総合格闘技団体・Full Metal Dojo（FMD）に2度参戦し、2019年8月31日にFMD 17: Mad Nutt's Fury SOIでStan Tskitishviliと対戦し、膝蹴りで2R3:00TKO勝ち、翌2020年8月22日にFMD 19: Fight Circus Vol. 1でDaniel Doerrerと対戦し、3-0の判定勝ちを収めた。
その後日本に舞台を移し2021年4月25日、GRACHAN初参戦かつ日本での初試合となったGRACHAN47で誠悟と対戦し、3-0の判定勝ち。
2022年、GRACHAN無差別級王座新設に伴う初代GRACHAN無差別級王座決定トーナメントに出場。2022年8月7日、GRACHAN56の無差別級王座決定トーナメント1回戦で岡本純一朗と対戦し、1RにグラウンドパンチでTKO勝ちを収め準決勝に進出。
2022年12月4日、GRACHAN58の無差別級王座決定トーナメント準決勝で桜井隆多と対戦するも、2R中に荒東が放った膝蹴りが偶発的なローブローで試合続行不可となり、2R4:48時点の負傷判定で3-0の判定勝ちを収め決勝に進出。
2023年2月26日、GRACHAN60の無差別級王座決定トーナメント決勝でハシモト・ブランドンと対戦し、1RにグラウンドパンチでTKO勝ちを収めトーナメント優勝と同時に王座獲得を果たした。
2023年10月1日、RIZIN初参戦となったRIZIN LANDMARK 6で貴賢神と対戦し、1Rは貴賢神の打撃でレフェリーストップ寸前まで追い込まれたが、2Rにパンチの連打で逆転KO勝ちを収めた。これでデビューから10連勝となった。
2024年7月25日、約4年ぶりの海外での試合としてフランスの総合格闘技団体・HEXAGONE MMA（HMMA）の第19回大会のHMMAヘビー級タイトルマッチで王者のプリンス・アウナラに挑戦するも、1Rに右ストレートからのパウンドでプロ初黒星のTKO負けを喫し王座獲得に失敗した。

## 戦績

### 総合格闘技
| 総合格闘技 戦績 | 総合格闘技 戦績 | 総合格闘技 戦績 | 総合格闘技 戦績 | 総合格闘技 戦績 | 総合格闘技 戦績 | 総合格闘技 戦績 |
| --------------- | --------------- | --------------- | --------------- | --------------- | --------------- | --------------- |
| 13 試合         | (T)KO           | 一本            | 判定            | その他          | 引き分け        | 無効試合        |
| 11 勝           | 7               | 0               | 4               | 0               | 0               | 0               |
| 2 敗            | 1               | 0               | 1               | 0               | 0               | 0               |

| 勝敗 | 対戦相手               | 試合結果                             | 大会名                                                       | 開催年月日     |
|      | べ・ドンヒョン         | 試合前                               | GRACHAN 77 【GRACHANヘビー級タイトルマッチ】                 | 2025年9月14日  |
| ×    | シナ・カリミアン       | 5分3R終了 判定0-3                    | RIZIN LANDMARK 11                                            | 2025年6月14日  |
| ○    | 大場慎之助             | 2R 3:06 TKO（左ヒザ→パウンド）       | GRACHAN 72                                                   | 2025年2月2日   |
| ×    | プリンス・アウンアラー | 1R 3:21 TKO（右ストレート→パウンド） | HMMA 19 【HMMAヘビー級タイトルマッチ】                       | 2024年7月25日  |
| ○    | 貴賢神                 | 2R 4:49 TKO（スタンドパンチ連打）    | RIZIN LANDMARK 6                                             | 2023年10月1日  |
| ○    | ハシモト・ブランドン   | 1R 4:52 TKO（グラウンドパンチ）      | GRACHAN 60 【初代GRACHAN無差別級王座決定トーナメント決勝】   | 2023年2月26日  |
| ○    | 桜井隆多               | 2R 4:48 負傷判定3-0                  | GRACHAN 58 【初代GRACHAN無差別級王座決定トーナメント準決勝】 | 2022年12月4日  |
| ○    | 岡本純一朗             | 1R 3:10 TKO（グラウンドパンチ）      | GRACHAN 56 【初代GRACHAN無差別級王座決定トーナメント1回戦】  | 2022年8月7日   |
| ○    | 瓜田幸造               | 5分2R終了 判定3-0                    | GRACHAN 55                                                   | 2022年5月15日  |
| ○    | ラデック               | 1R 3:54 TKO（グラウンドパンチ）      | GRACHAN 52                                                   | 2021年12月19日 |
| ○    | 田馬場貴裕             | 1R 1:08 TKO（右フック→パウンド）     | GRACHAN 49                                                   | 2021年8月7日   |
| ○    | 誠悟                   | 5分2R終了 判定3-0                    | GRACHAN 47                                                   | 2021年4月25日  |
| ○    | Daniel Doerrer         | 3分3R終了 判定3-0                    | FMD 19: Fight Circus Vol. 1                                  | 2020年8月22日  |
| ○    | Stan Tskitishvili      | 2R 3:00 TKO（膝蹴り）                | FMD 17: Mad Nutt's Fury SOI                                  | 2019年8月31日  |

## 獲得タイトル
- 初代GRACHAN無差別級王座（2023年）